# Томский погром
Томский погром — произошедшее в Томске 20 октября (2 ноября) 1905 года, во время революции 1905—1907 годов столкновение между черносотенцами и революционно настроенными дружинниками (милиционерами), в результате которого погибли мирные жители, и произошедший на следующий день еврейский погром.

## Предыстория
С 13 по 20 октября 1905 года в Томске проходила политическая забастовка, бывшая частью всеобщей политической стачки. Не работала железная дорога, телеграф, не выходили газеты. После объявления Манифеста 17 октября, полученного в Томске из-за забастовки телеграфистов с опозданием, 18 октября демонстрация забастовщиков сорвала занятия в мужской гимназии, выломав там входные двери, а также в коммерческом училище на Воскресенской горе. После этого демонстрантов жестоко разогнали казаки и солдаты Томского пехотного батальона. Это возмутило жителей, и городской голова Алексей Иванович Макушин вместе с гласными городской думы потребовал уволить городского полицмейстера Павла Никольского. Было решено вместо полиции создать народную милицию. Губернатор Всеволод Азанчевский-Азанчеев с этим согласился.

## События 20 октября
Утром 20 октября в городе началось многотысячное торжественное шествие монархистски настроенных жителей к недавно построенному Троицкому собору с хоругвями, песнопениями и портретами Николая II. В это время в городской думе происходило формирование отряда милиции, преимущественно из числа студентов. Толпа численностью 200—300 человек подошла к зданию думы и напала с палками на милиционеров, после чего милиция применила оружие и оттеснила черносотенцев от здания. Разгорячённая столкновением с милицией, по пути на Новособорную площадь толпа растерзала несколько человек (как минимум трёх) в форменных фуражках: студента, не снявшего шапку перед портретом императора и якобы плюнувшего в его сторону, ученика железнодорожного училища, страхового агента.
В Королёвском театре, находившемся возле Новособорной площади, шёл митинг. Милиционеры поспешили в театр, пытаясь прекратить митинг и выпустить людей из театра. Черносотенная толпа, вооружённая палками, кольями и револьверами, напала на милиционеров, но была отбита и временно отступила за ограду Троицкого собора. По приказанию губернатора к площади прибыли семь рот местного гарнизона и казачья сотня, но вместо разведения сторон они изготовились для стрельбы по милиционерам, и комендант города потребовал у милиции сдать оружие. Воодушевившись этим, озлобленные демонстранты загнали милиционеров в здание управления Сибирской железной дороги. 

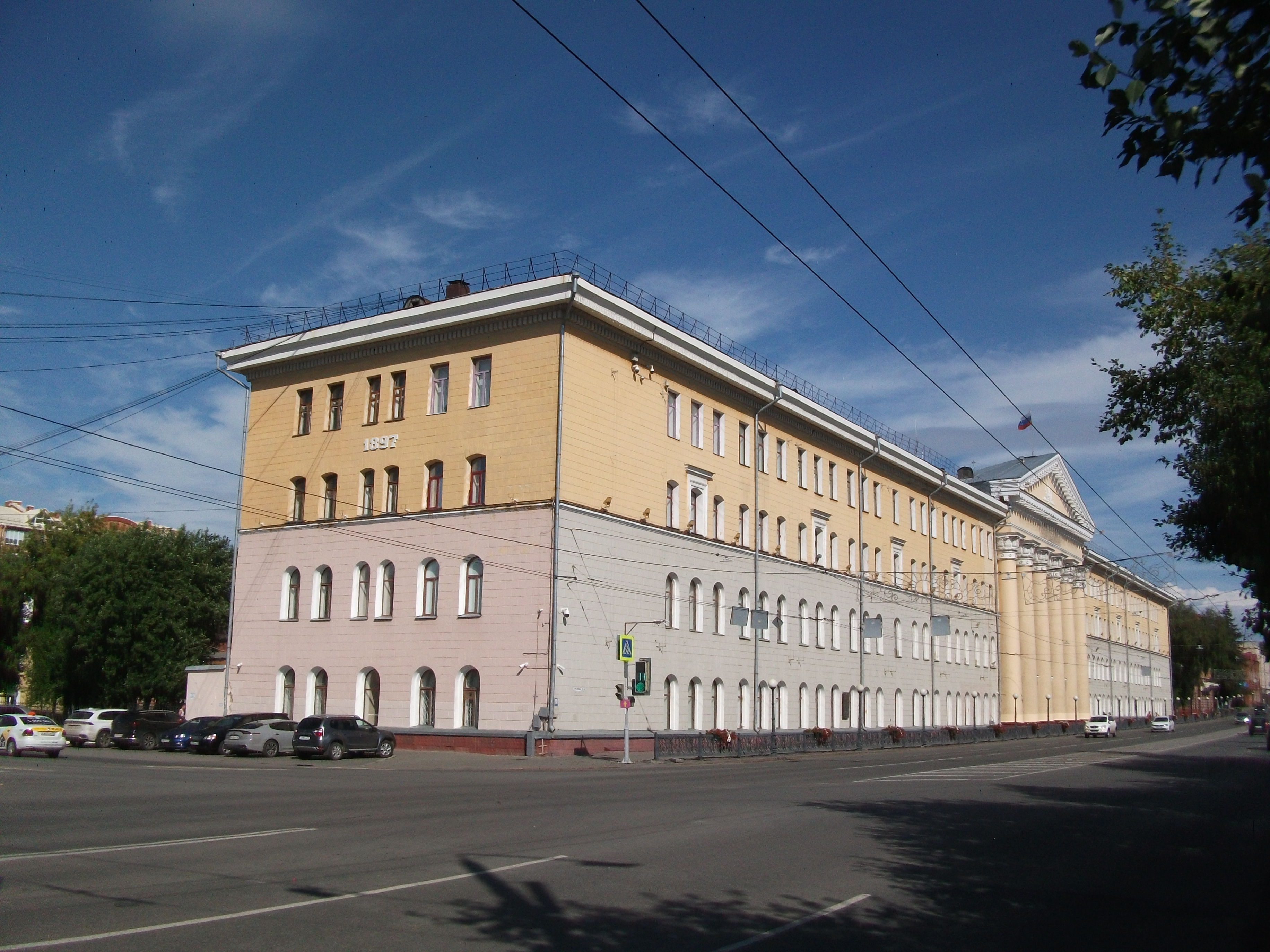
Бывшее здание Управления Сибирской железной дороги, сгоревшее в 1905 году и восстановленное в 1909-1910 годах. В настоящее время это здание Томского государственного университета систем управления и радиоэлектроники.

Затем черносотенцы разгромили первый этаж здания железнодорожного управления, где располагалась пивная Рейхзелигмана. Позже они подожгли здание. Когда приехали пожарные, толпа принялась их избивать и перерубать рукава для подачи воды. Потом огонь перекинулся на соседние здания театра и пенсионной сберегательной кассы. Со второго этажа здания железнодорожного управления милиционеры начали стрелять в толпу, а войска отодвинулись подальше и тоже приготовились стрелять. Из охваченного огнем здания начали выбираться люди: они выбегали из дверей, выпрыгивали из окон второго этажа, спускались по водосточным трубам, но озверевшая толпа зверски избивала и убивала их. Одна женщина писала: «Толпа спасшуюся жертву немедленно терзала, били дубинами, железками, гирями, а также наносили удары ножами, кинжалами». Другой очевидец так описывает события: «Трупы убитых были обезображены до неузнаваемости и обобраны до нитки, кроме того, у некоторых трупов у рук были обрезаны пальцы, на которых были золотые кольца». В этот день в здании железнодорожного управления выдавали заработную плату, и поэтому там, помимо сотрудников управления и милиционеров, находились несколько сотен железнодорожных служащих с жёнами и детьми. Они и составили основную часть пострадавших.

## События 21 октября
21 октября демонстрация с портретами Николая II, с «четырьмя национальными флагами, при пении народного гимна», двинулась к резиденции губернатора, с балкона которой он и епископ Макарий «больше часа уговаривали толпу успокоиться, разойтись и обратиться к мирным занятиям». Но их уже никто не слушал, и толпа стала громить еврейские лавки и магазины и избивать евреев как главных агитаторов революционных митингов. Была сожжена мельница Ильи Фуксмана на Степановке, дом городского головы Макушина был также разгромлен, он сам еле спасся.
Лишь на следующий день войска с большим трудом восстановили порядок в городе. Погромщики были разогнаны, впоследствии 80 человек было осуждено.

## Число жертв
Из 69 убитых, умерших от ран и пропавших без вести 20–22 октября установили личности 66 человек. Из этого количества железнодорожные служащие составили 38 человек, студенты — 8, прочие — 20 человек, в том числе четыре мещанина и два крестьянина. На судебном следствии в 1909 году численность погибших официально определили в 57 человек. Возможно, часть убитых и сгоревших заживо похоронили безымянными.